# زنی که هنوز قصد ازدواج دارد
زنی که هنوز قصد ازدواج دارد (به انگلیسی: The Woman Who Still Wants To Marry)، (به کره‌ای: 아직도 결혼하고 싶은 여자) یک مجموعه‌ای تلویزیونی درام رمانتیک ساخت کره جنوبی است.
این مجموعه تلویزیونی با نام در آرزوی ازدواج از دو شبکه فارسی۱ و زمزمه (شبکه تلویزیونی) پخش شده‌است.

## خلاصه داستان
این سریال زندگی ۳ زن مجرد ۳۴ ساله یعنی لی شین یانگ، جونگ دا جونگ و کیم بو کی را نشان می‌دهد؛ که هرسه می‌خواهند ازدواج کنند. لی شین یانگ که شخصیت اصلی داستان است ژورنالیست شبکهٔ ام بی سی است که در زندگی سختی‌های زیادی کشیده و در نهایت در ۳۶ سالگی عاشق می‌شود.